# STS-7
STS-7 je označení letu raketoplánu Challenger, pro který to byl druhý let do vesmíru a sedmý let raketoplánu celkově. Byl to první vesmírný let ženy v americké historii a zároveň let, který měl do té doby nejpočetnější posádku, letící v jedné vesmírné lodi.

## Posádka
- Robert L. Crippen (2) – velitel, NASA
- Frederick H. Hauck (1) – pilot, NASA
- John M. Fabian (1) – letový specialista, NASA
- Sally K. Rideová (1) – letový specialista, NASA
- Norman E. Thagard (1) – letový specialista, NASA

V závorkách je uvedený dosavadní počet letů do vesmíru včetně této mise.

## Průběh mise

### Parametry mise
- Hmotnost
  - Vzletová hmotnost orbiteru: 113 025 kg
  - Přistávací hmotnost orbiteru: 92 550 kg
  - Náklad: 16 839 kg
- Perigeum: 299 km
- Apogeum: 307 km
- Sklon dráhy k rovníku: 28,3 °
- Doba oběhu: 90,6 min

### Přípravy na start
Po svém předcházejícím prvním letu STS-6 si orbiter Challengeru vyžadoval opravy, hlavně tepelného štítu. Poškodila se například izolace na motorech OMS, která byla nahrazená asi 170 destičkami. Dalších 120 destiček nahradilo ochranu na elevónech a 60 poškozených dlaždic bylo vyměněných za nové. Celkem trvaly opravy a prověrky Challengeru 35 dní. Přípravy na start bylo potřeba maximálně urychlit, protože předcházející start proběhl se zpožděním a další opoždění by ohrožovalo připravovaný termín startu pro misi STS-9.
Raketoplán byl ve startovací sestavě na mobilním zařízení MLP-1 převezen na rampu 39A 26. května. Vlastní odpočítávání začalo 16. června v T-40 hodin. Zkrácení standardní doby odpočítávání bylo způsobené tím, že množství operací proběhlo mimo rámec odpočítávání. V průběhu odpočítávání se vyskytly tři menší závady.

### Start

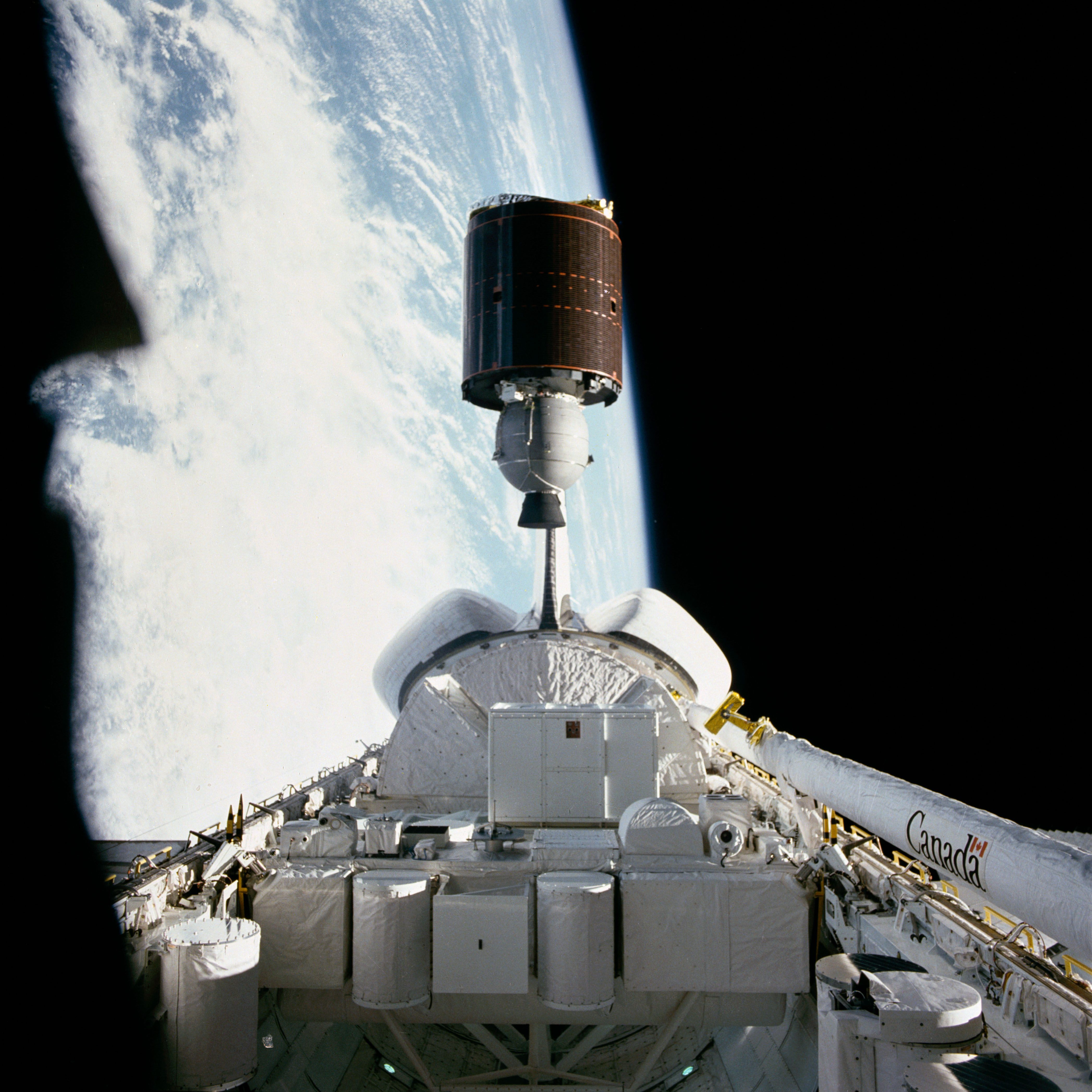
Vypuštění družice Anik C2

Mise STS-7 začala 18. června 1983 ve 11:33:00 UTC. Na rozdíl od předcházejících letů proběhlo navedení Challengeru na oběžnou dráhu přesně podle plánu. Přitom při dosavadních letech byly ve výškách až kilometrové odchylky. Dva manévry motorů OMS v čase T+10 minut a T+44 minut dostaly Challenger na téměř kruhovou oběžnou dráhu ve výšce 289–305 km.

### Průběh letu
Po otevření nákladového prostoru a nevyhnutných prověrkách byla nejprve vypuštěná družice Anik C2, kterou její motor PAM-D (Payload Assist Module) dostal na dočasnou dráhu. Na geostacionární dráze byla zakotvená 24. června.
K vypuštění Palapy B1 došlo během druhého dne letu, 19. června. V průběhu tohoto dne přístroje na palubě raketoplánu zaznamenaly pozvolný pokles tlaku v rezervoáru hydraulické kapaliny v systému APU č. 2. Pokles tlaku se podařilo vyrovnat malým čerpadlem.
Dne 20. června začala Rideová aktivovat vědecké přístroje na palubě družice SPAS-01. Piloti se zatím věnovali manévrování s raketoplánem a prověrce lodních systémů. Družice SPAS-01 byla vypuštěna 22. června. Vypuštění družice o den dříve ohrožovala stoupající teplota v její elektronice. Fabian nejprve uchopil družici manipulátorem RMS za kotvičku na horní straně a po uvolnění zajišťovacích zámků vyzvedl SPAS-01 nad nákladový prostor. V 08:05 UT nechal družici asi minutu volně se vznášet nad raketoplánem a pak ji znovu uchopil manipulátorem. Poté řídící středisko povolilo uvolnit družici definitivně. Po postupném manévrování se raketoplán vzdálil od družice na 300 metrů, poté se k ní opět přiblížil a Thagard ji manipulátorem zachytil. Předtím však Rideová družici záměrně uvedla do pomalé rotace.

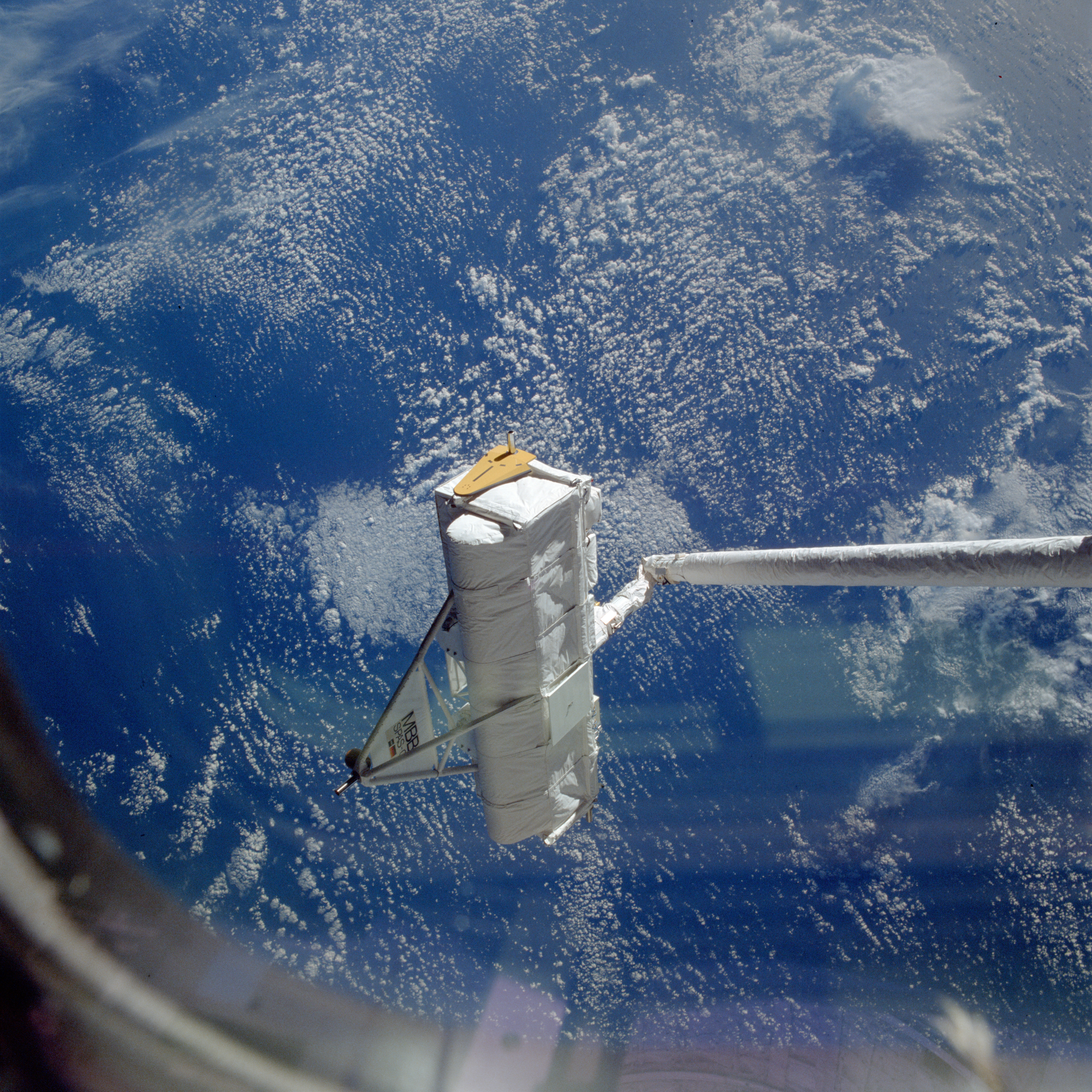
SPAS-1 zachycená ramenem RMS

Po tomto prvním úspěchu se testoval vliv spalin z manévrovacích trysek raketoplánu (RCS) na družici. Vše probíhalo bez problémů a po opětovném zachycení byla družice znovu
uložená v nákladovém prostoru raketoplánu. Dne 23. června proběhly další pokusy s družicí, tentokrát ale bez jejího vypuštění. Začaly rovněž přípravy na přistání.

### Přistání
Přistání bylo naplánované na 24. června na Kennedyho vesmírném středisku, ale kvůli přízemní mlze muselo být odložené. Ředitel dal nakonec příkaz k přistání na základně Edwards AFB. Zážeh motorů OMS, dlouhý 168 sekund, snížil perigeum dráhy a raketoplán díky tomu vstoupil do atmosféry. Na přistávací dráhu Challenger dosedl v 13:57:10 UT.